# Sojus MS-11
Sojus MS-11 war ein Flug des russischen Sojus-Raumschiffs zur Internationalen Raumstation. Im Rahmen des ISS-Programms trägt der Flug die Bezeichnung ISS AF-57S. Es war der 56. Besuch eines Sojus-Raumschiffs an der ISS und der 163. Flug im Sojusprogramm.

## Besatzung

### Hauptbesatzung
- Oleg Kononenko (4. Raumflug), Kommandant (Russland/Roskosmos)
- David Saint-Jacques (1. Raumflug), Bordingenieur (Kanada/CSA)
- Anne McClain (1. Raumflug), Bordingenieurin (USA/NASA)

Ursprünglich war die NASA-Astronautin Serena Auñón-Chancellor für diesen Flug vorgesehen. Anne McClain rückte nach, als Auñón-Chancellor auf Sojus MS-09 vorgezogen wurde, um dort Jeanette Epps zu ersetzen.

### Ersatzmannschaft
- Alexander Skworzow (3. Raumflug), Kommandant (Russland/Roskosmos)[3]
- Luca Parmitano (2. Raumflug), Bordingenieur (Italien/ESA)
- Andrew R. Morgan (1. Raumflug), Bordingenieur (USA/NASA)

Skworzow, Parmitano und Morgan bildeten auch die Ersatzmannschaft der nachfolgenden Mission Sojus MS-12, bevor sie im Juli 2019 mit Sojus MS-13 selbst zu ISS flogen.

## Missionsbeschreibung
Ursprünglich war der Start von Sojus MS-11 für den 20. Dezember 2018 geplant. Das Raumschiff sollte drei Raumfahrer zur ISS bringen, um die ISS-Expedition 58 von zwei auf fünf Personen zu verstärken. Durch den Fehlstart von Sojus MS-10 konnte dieser Plan nicht durchgeführt werden; alle bemannten Starts wurden ausgesetzt. Nach der Aufhebung dieser Sperre am 1. November 2018 sollte Sojus MS-11 früher als geplant starten, um die ISS nach der Rückkehr von Sojus MS-09 nicht unbemannt zu lassen. Der Start wurde deshalb auf den 3. Dezember 2018 vorverlegt. Sojus MS-11 koppelte planmäßig im „Express-Modus“, d. h. nach sechs Stunden und vier Erdumläufen, am russischen ISS-Modul Poisk an.
Oleg Kononenko, David Saint-Jacques und Anne McClain verbrachteten anschließend gut sechseinhalb Monate an Bord der ISS. Durch den Wegfall der MS-10-Besatzung nahmen sie an drei statt der üblichen zwei Expeditionen teil, von Expedition 57 bis 59, an der ersten davon allerdings nur für gut zwei Wochen. Kononenko wurde außerplanmäßig zum dritten Kommandanten in der Geschichte der ISS, der in zwei aufeinanderfolgenden Expeditionen im Amt war (58 und 59).

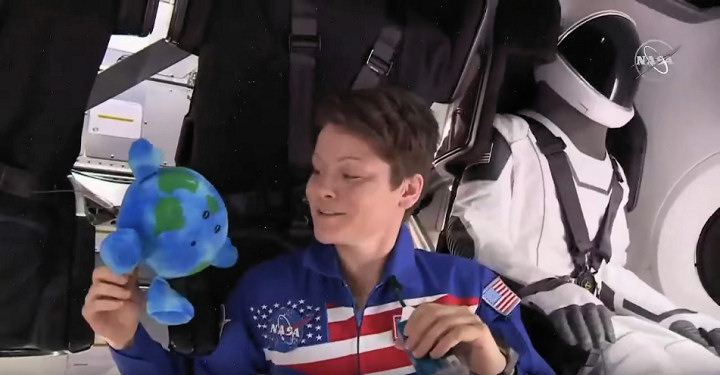
Anne McClain während einer kurzen Fernsehansprache zur Begrüßung der Crew Dragon

Während der Expedition 58 war die Station nur mit den drei MS-11-Raumfahrern besetzt. In dieser Zeit stattete auch das erste Crew-Dragon-Raumschiff von SpaceX der ISS einen Besuch ab.
Das Abdocken erfolgte am 24. Juni 2019 um 23:25 UTC, damit begann auf der Station die ISS-Expedition 60 mit Alexei Owtschinin als Kommandant. Die Landung erfolgte am folgenden Tag ca. 3½ Stunden später in der kasachischen Steppe 148 km südöstlich von Scheskasgan. RIA Novosti berichtete am selben Tag unter Berufung auf den Livekommentar von NASA TV während der Landung, dass nach dem Abkoppeln des Raumschiffs von der ISS und dem Abbremsmanöver zum Verlassen des Orbits ein Defekt in der Treibstoffzufuhr des Haupttriebwerks aufgetreten sei. Dieser sei jedoch durch Umschalten auf das Reservesystem behoben wurden, und der Flug habe planmäßig zu Ende geführt werden können. In den Medien wurde aufgrund dieses RIA-Berichts teils von einem „Notfall“ während der Landung gesprochen, was Roskosmos jedoch zurückwies. Eine Analyse der Telemetriedaten habe ergeben, dass alle Bordsysteme in strikter Übereinstimmung mit dem Flugprogramm funktioniert hatten. Das Reservesystem sei nur vorsorglich aktiviert worden.

## Galerie

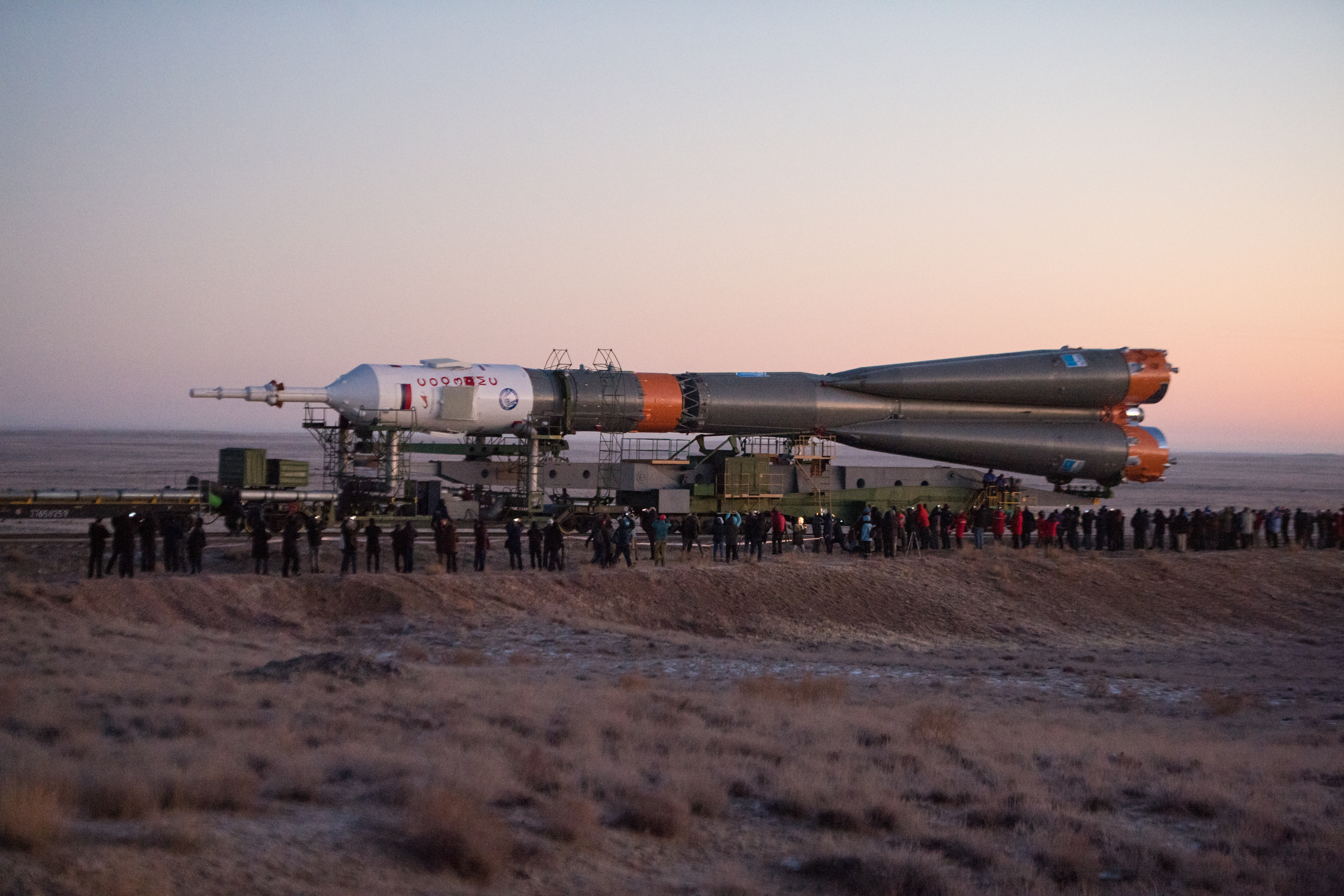
Der Rollout der Rakete am 1. Dezember 2018
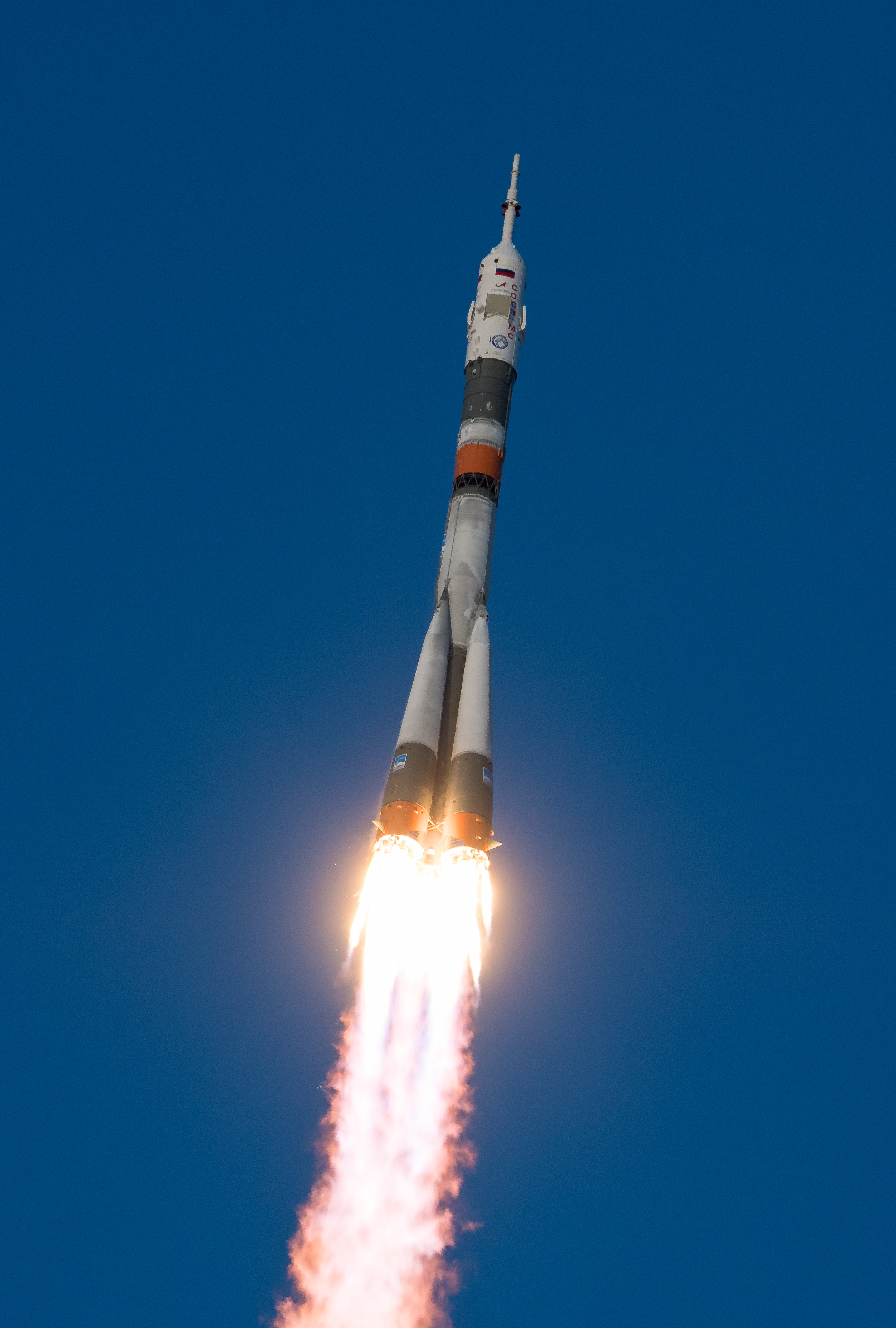
Der Start am 3. Dezember
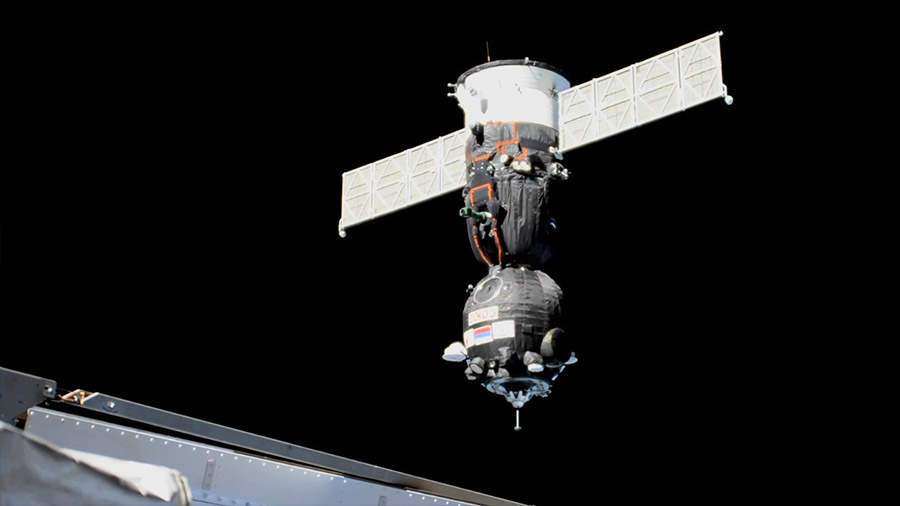
Das Raumschiff kurz vor dem Docken am 3. Dezember
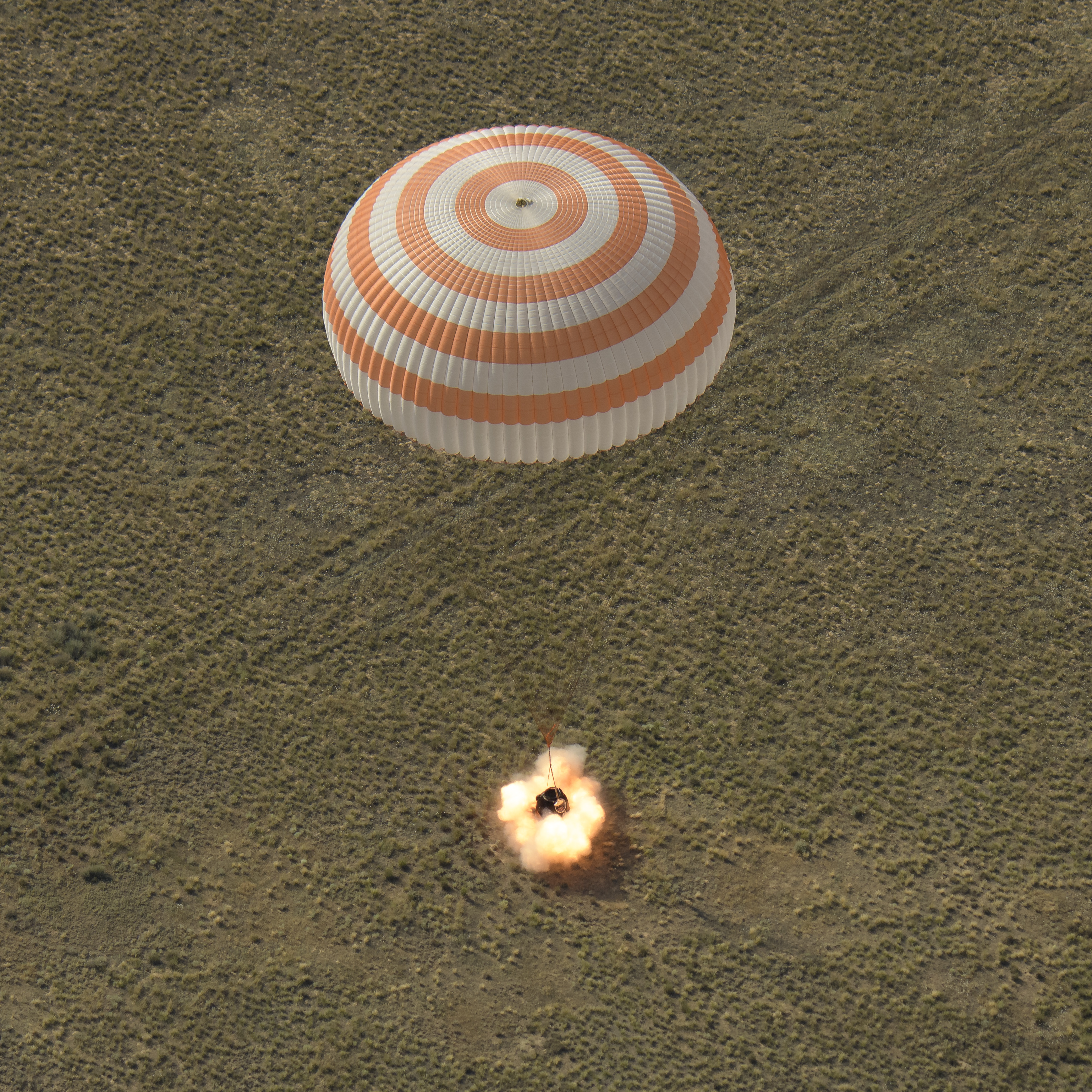
Die Crewkapsel im Moment des Aufsetzens am 25. Juni 2019
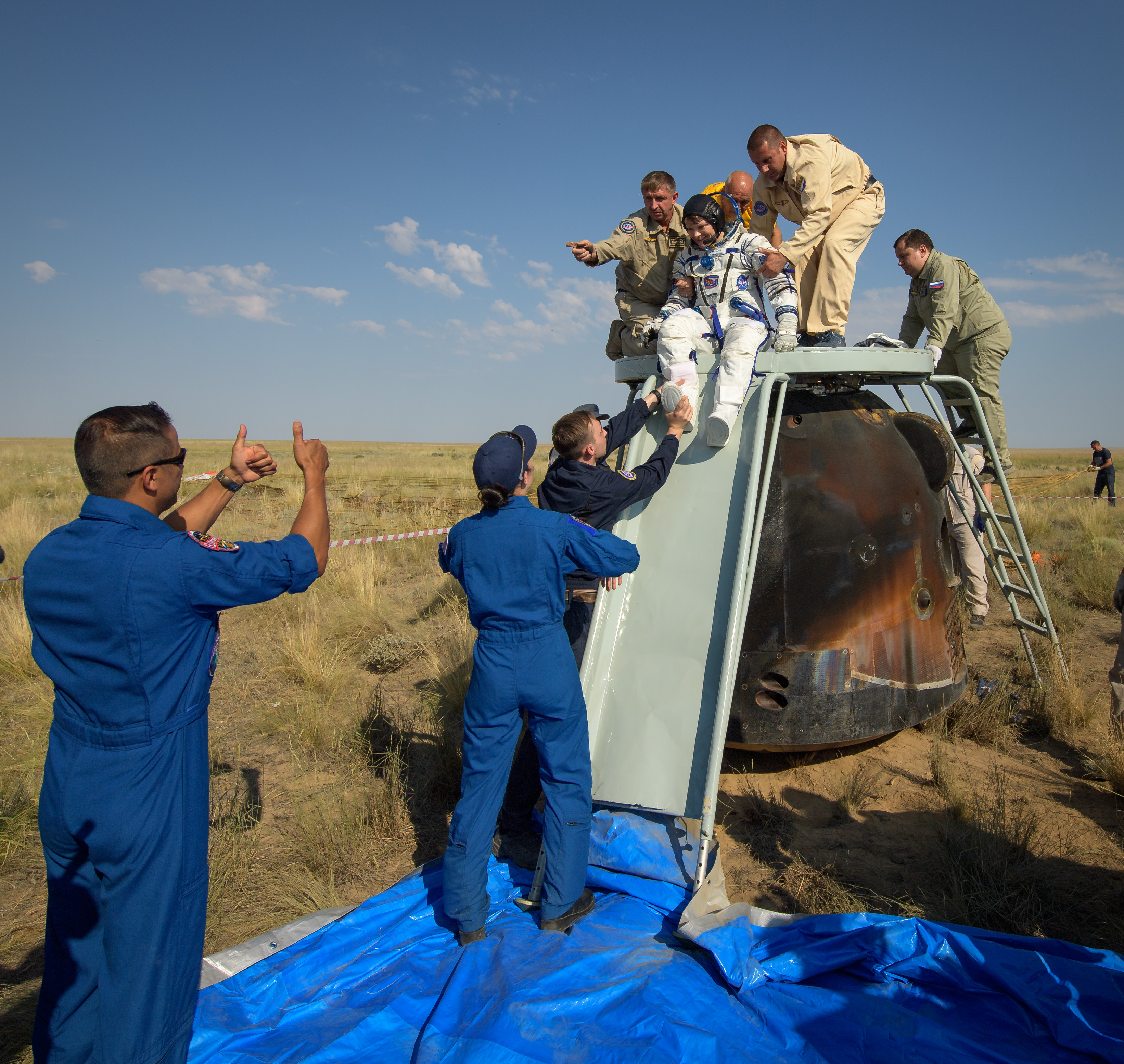
Anne McClain wird aus der Kapsel geholt.